# Boren

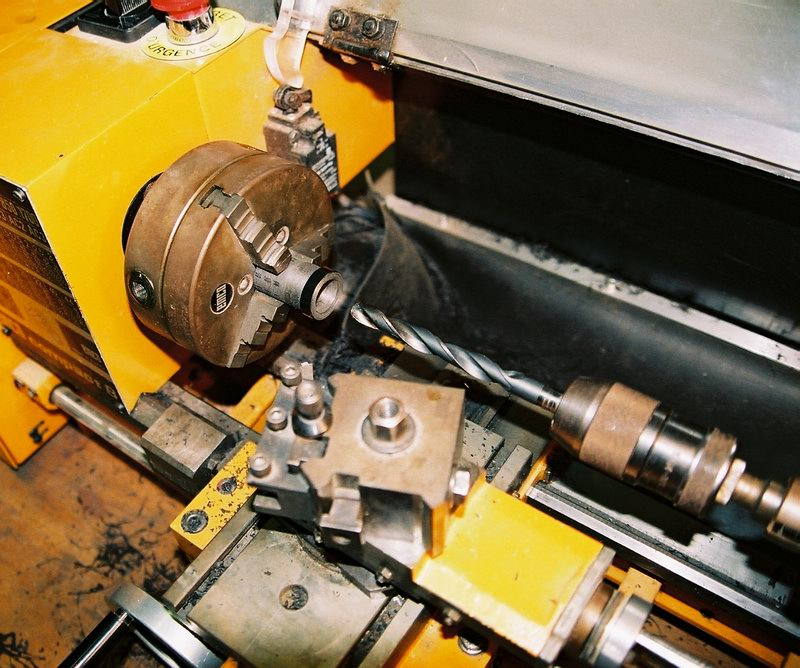
Draaibank

Boren tekening

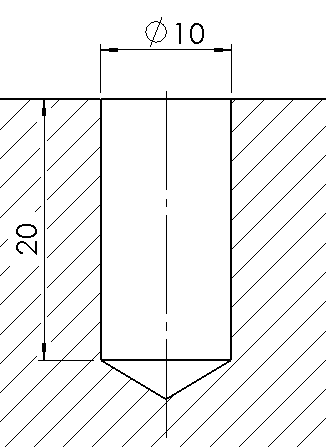
Boren tekening

Boren is een verspaningstechniek waarbij een rond gat in een product wordt gemaakt met behulp van een boor. Wanneer de bewerking wordt uitgevoerd met behulp van een boormachine, dan voert het gereedschap zowel het ronddraaien als de beweging richting het product uit. Wanneer een draaibank wordt gebruikt voert het gereedschap wel de beweging van het product uit, maar niet de rotatie. Het product draait dan rond.

## Proces

### Voorbewerking
Bij het boren van gaten is het van belang dat het gat op de juiste plaats wordt geboord. Omdat een boor de
eigenschap heeft om op een glad oppervlak naar een putje te "zoeken" moet er eerst zo'n putje - een center - worden gemaakt. Bij hout en andere zachte materialen gaat dat uitstekend met een priem, bij metaal met een centerpons. In de draaibank wordt er een centerboor voor gebruikt.

### Boren in massief materiaal
Bij het boren in massief materiaal wordt een verspanende bewerking uitgevoerd over de volledige doorsnede van de boor. Er kan een doorlopend of een blind gat worden gemaakt. Een blind gat kan een rechte onderkant bevatten of gewoon de punthoek die de boor heeft. De blinde boorgaten met de rechte kant moeten vaak nog na geboord worden met een frees of een boor waarvan de onderzijde recht is geslepen.

#### met een spiraalboor
Eerst moet er worden aangeboord met de draaiende conische top van de boor. Met het verder duwen van de boor neemt de oppervlakte van het putje toe, totdat deze even groot is als die van de boor. Op dat moment begint de vol-boorfase. Het afgenomen materiaal komt het gat uit via de ruimte tussen de snijkanten en vervolgens door de spiraal. Hoe dieper de boor gaat, hoe meer wrijving ontstaat bij de afvoer van het afgenomen materiaal, zodat er steeds meer kracht nodig is voor dezelfde boorsnelheid. Wanneer in het product een doorlopend gat wordt geboord, dan zal wanneer de boor aan de andere kant naar buiten komt de kracht die het product op de boor uitoefent ineens vrijwel geheel wegvallen. De boor kan dan doorschieten.

#### met een houtboor
Een houtboor heeft aan de buitenzijde twee snijvleugels, die de nerven van het hout doorsnijden. Daarmee wordt de rand van het gat glad. Boren met spiraalboren in hout leveren rafelige randen op. De punt van de houtboor wordt in het vooraf gemaakte putje gezet en vervolgens wordt er geboord totdat het puntje van de boor door het hout komt. Om ook aan de andere zijde een gladde kant te krijgen verdient het aanbeveling het gat vanaf de andere kant door te boren.

#### met een speedboor
Als met de houtboor.

### Opboren/uitdraaien
Bij het opboren wordt eerst een gat met een kleine diameter geboord, om vervolgens geleid door dat gat een groter gat op die plaats te boren. Dit proces wordt gebruikt voor het boren van diameters die te groot zijn om in een keer te kunnen boren. Hierbij mag de diameter van een boor niet groter zijn dan die van de kern van de volgende boor, om happen door het gereedschap te voorkomen. Bij een spiraalboor betekent dit dat de diameter van een boor niet meer mag zijn dan 0,3 maal de diameter van de volgende boor. Bij uitdraaien met behulp van een draaibank kan ook gewerkt worden met een asvormig gereedschap met uitstekende beitels die materiaal afnemen van de wand van het gat.

### Verzinken
Bij het verzinken wordt een gat aan het begin verbreed. Dit kan conisch of getrapt worden gedaan. Het doel is het creëren van een sparing voor de kop van een bout of een schroef, zodat die in zijn geheel in het product valt.

### Ruimen
Bij het ruimen wordt een gat nageboord met een boor met veel snijkanten. Het proces is bedoeld om het gat een hoge maatnauwkeurigheid te geven en een glad oppervlak. Het is te vergelijken met nadraaien.

### Schroefdraad snijden met draadtappen
Bij het schroefdraad snijden met draadtappen wordt een tap met het juiste schroefdraadprofiel het gat in gedraaid. Het gat moet hiervoor een iets grotere diameter hebben dan de kern van de tap, maar kleiner dan het schroefdraadprofiel. Het profiel van de tap zal aangrijpen, waardoor de tap met de juiste spoed het product in zal worden getrokken. Bij het handmatig tappen moet er rekening mee worden gehouden dat de spanen gebroken moeten worden. Gebeurt dit niet dan zal de tap breken. Men kan dit voorkomen door de tap om de 2 slagen 1 halve slag terug te draaien. De spanen breken nu zonder veel energie.

### Vloeiboren
Een bijzondere vorm van boren is vloeiboren (flowdrillen). Dit is een niet-verspanende methode waarbij een gat wordt gemaakt door middel van wrijvingswarmte.
boren · doorslijpen · draaien · frezen · honen · kotteren · leppen · schaven · schuurbandslijpen · slijpen · superfijnen · trekfrezen · zagen
Gereedschappen: boormachine · draaibank · freesmachine · schaaf